# Orion (Wisconsin)
Orion – miasto w Stanach Zjednoczonych, w stanie Wisconsin, w hrabstwie Richland.